# درعية كندا الناعمة
درعية كندا الناعمة (الاسم العلمي:†Canadaspis laevigata) هي نوع منقرض من منشقات التفرع الأولية تتبع جنس درعية كندا من فصيلة درعيات كندا.